# Стрельба по-македонски

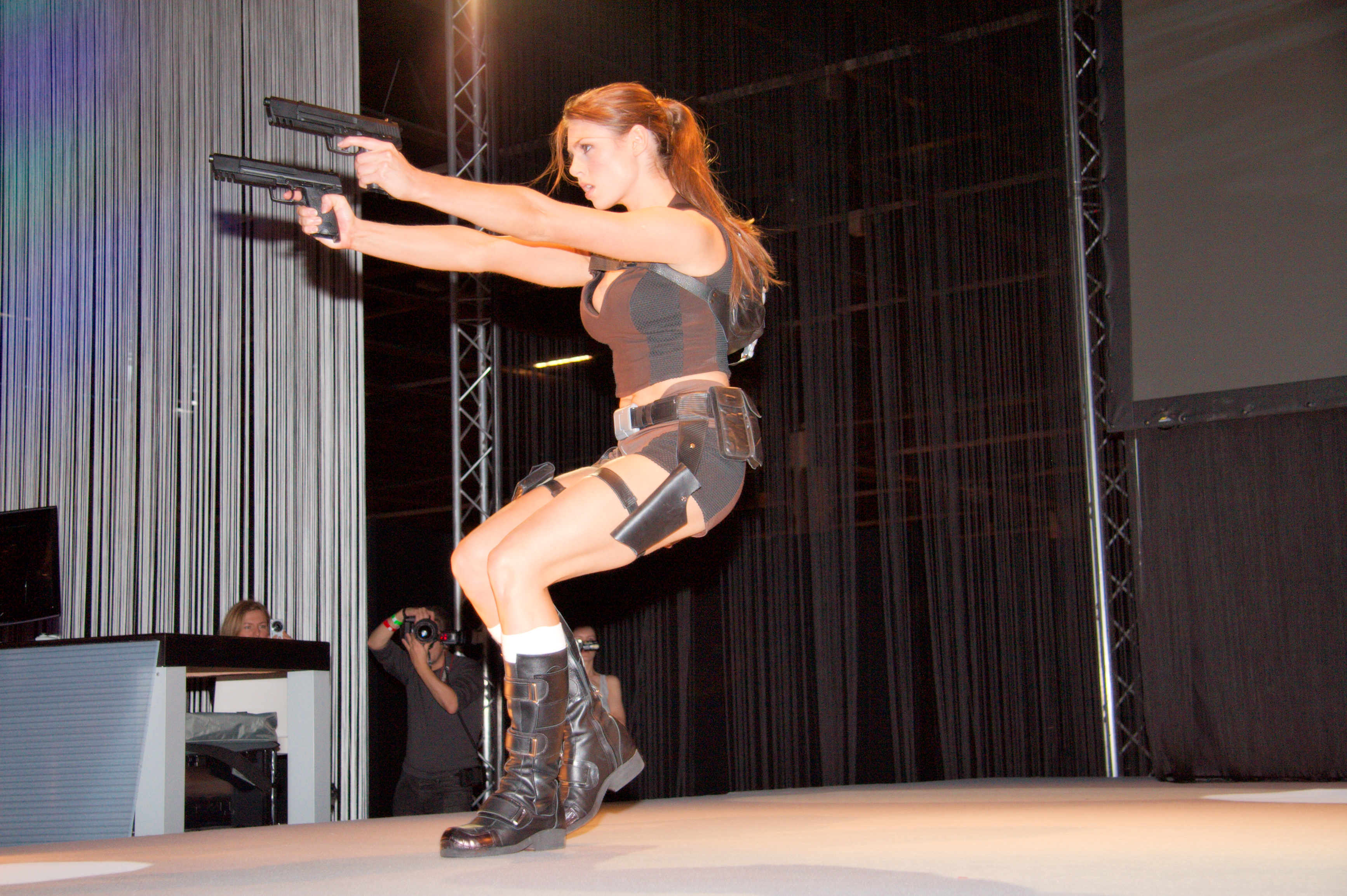
Стрельба по-македонски у Элисон Кэрролл, в роли модели Лары Крофт для Tomb Raider: Underworld на фестивале видеоигры 2008 года (Париж, Франция). На фото не используется сцепка большими пальцами.

Стрельба́ по-македо́нски (или аки́мбо) — метод ведения боя огнестрельным оружием (чаще всего пистолетами), заключающийся в стрельбе с двух рук, одновременно поднятых на уровень плеч, иногда со сцепленными большими пальцами. 
Приём (его имитация) широко распространён в кинематографе (в первую очередь в фильмах-боевиках и вестернах), а также в компьютерных играх-шутерах от первого лица. Такой приём обеспечивает удвоение огневой мощи стрелка и уменьшение отдачи после выстрела за счёт увеличения массы при сцеплении пальцев рук.

## Происхождение названия
В отношении стрельбы из двух единиц оружия в английском языке используется термин dual wield, однако им обозначается в принципе ведение ближнего боя двумя единицами клинкового или древкового оружия.
Существует несколько версий происхождения термина «стрельба по-македонски». Одним из первых его упоминал писатель Владимир Богомолов, автор романа «В августе сорок четвёртого». В адрес Богомолова звучали обвинения в том, что именно он и придумал подобный термин, в ответ на что Богомолов направил письмо главному редактору газеты «Комсомольская правда» с объяснениями:

… стрельба по-македонски впервые попала на страницы газет в 1934 году, когда в Марселе усташами, адептами стрельбы по-македонски, при наличии самой тщательной охраны кортежа были застрелены югославский король Александр и министр иностранных дел Франции Барту. С середины 30-х годов стрельбе по-македонски, то есть стрельбе на ходу из двух пистолетов (или револьверов) по движущейся цели, начинают обучать в США агентов ФБР, а в Англии — агентов оперативных отделов Скотленд-Ярда. С 1942 года стрельбу по-македонски начали культивировать розыскники советской военной контрразведки. К 1944 году, когда происходит действие романа, стрельба по-македонски культивировалась по крайней мере в семи странах.

Заявления Богомолова об использовании этого принципа противоречат реальным фактам Марсельского убийства. Непосредственным исполнителем убийства был террорист ВМРО Владо Черноземский, который действительно был инструктором в лагерях подготовки усташских террористов и мог владеть специальными навыками стрельбы. Однако, вопреки заявлениям Богомолова, Черноземский при нападении стрелял в упор из одного маузера, запрыгнув на подножку автомобиля, в котором ехали король Александр с сопровождающими. У террориста был с собой ещё и «вальтер», но из него он не стрелял. Охрана же кортежа вовсе не была тщательной. Однозначно проверить достоверность заявлений Богомолова не представляется возможным.
По другой версии, название «стрельбы по-македонски» связано с деятельностью национально-освободительных движений на территории современной Северной Македонии, боровшихся против турецкой власти в конце XIX — начала XX веков. Участники этих организаций якобы обучались стрельбе из двух пистолетов, однако точных сведений на этот счёт также не приводится.

## Достоинства и недостатки
Способ стрельбы «по-македонски» для оперативника, которому для скрытности работы нельзя носить с собой автомат, трудно переоценить. Он был широко распространен и среди наших спецслужбистов, и среди немцев. Применялся он до тех пор, пока была возможность «разжиться» вторым пистолетом. В 50-е годы у оперсостава началось массовое изъятие нетабельного оружия, второй пистолет для вооружения оперативника предусмотрен не был, и с уходом старослужащих о способе стрельбы из двух пистолетов с двух рук забыли. Больше его никто не культивировал ни у нас, ни на западе — с появлением малогабаритных пистолетов-пулеметов он стал ненужным.
— Потапов А. Приемы стрельбы из пистолета: Практика СМЕРШа

## Стрельба по-македонски в литературе
В романе Андрея Платонова «Чевенгур» главный герой Дванов в последнем бою ведёт стрельбу из двух револьверов.
Этот вид стрельбы описывается Владимиром Богомоловым в романе «В августе сорок четвёртого», где им владеют оперативники СМЕРШа и агенты-парашютисты абвера и применяет старший лейтенант Таманцев.
Повесть Виктора Пелевина «Македонская критика французской мысли» (часть романа ДПП (NN)) обыгрывает смысловое значение «стрельбы по-македонски» применительно к философской критике. Герой повести подвергает уничижительной критике современных французских философов «с двух рук», символически уподобляясь стрелку из двух револьверов.